# Verbandsgemeinde Rülzheim
Die Verbandsgemeinde Rülzheim ist eine Gebietskörperschaft im Landkreis Germersheim in Rheinland-Pfalz. Der Verbandsgemeinde gehören vier Ortsgemeinden an, der Verwaltungssitz ist in Rülzheim. Die Verbandsgemeinde entstand bei der Verwaltungsreform im Jahre 1972 und liegt in der Südpfalz sowie am Rhein.

## Verbandsangehörige Gemeinden
| Ortsgemeinde              | Fläche (km²) | Einwohner |
| ------------------------- | ------------ | --------- |
| Hördt                     | 18,46        | 2.726     |
| Kuhardt                   | 4,88         | 1.896     |
| Leimersheim               | 12,96        | 2.562     |
| Rülzheim                  | 16,66        | 8.385     |
| Verbandsgemeinde Rülzheim | 52,96        | 15.569    |

(Einwohner am 31. Dezember 2023) 

## Geschichte
Die Verbandsgemeinde Rülzheim wurde 1972, so wie alle Verbandsgemeinden im damaligen Regierungsbezirk Rheinhessen-Pfalz, auf der Grundlage des „Dreizehnten Landesgesetzes über die Verwaltungsvereinfachung im Lande Rheinland-Pfalz“ neu gebildet.

## Bevölkerungsentwicklung
Die Entwicklung der Einwohnerzahl bezogen auf das heutige Gebiet der Verbandsgemeinde Rülzheim; die Werte von 1871 bis 1987 beruhen auf Volkszählungen:
| Jahr | Einwohner |
| 1815 | 5.509     |
| 1835 | 6.277     |
| 1871 | 6.435     |
| 1905 | 7.066     |
| 1939 | 8.580     |
| 1950 | 9.116     |

| Jahr | Einwohner |
| 1961 | 10.026    |
| 1970 | 11.142    |
| 1987 | 12.651    |
| 1997 | 14.702    |
| 2005 | 14.786    |
| 2023 | 15.569    |

## Politik

### Verbandsgemeinderat
Der Verbandsgemeinderat Rülzheim besteht aus 32 ehrenamtlichen Ratsmitgliedern, die bei der Kommunalwahl am 9. Juni 2024 in einer personalisierten Verhältniswahl gewählt wurden, und dem hauptamtlichen Bürgermeister als Vorsitzendem. Vor der Wahl 2019 hatte der Verbandsgemeinderat 28 Ratsmitglieder. 
Die Sitzverteilung im Verbandsgemeinderat:
| Wahl | SPD | CDU | Grüne | AfD | FDP | Aktive | FWG | Gesamt   |
| ---- | --- | --- | ----- | --- | --- | ------ | --- | -------- |
| 2024 | 3   | 12  | 2     | 5   | 1   | 7      | 2   | 32 Sitze |
| 2019 | 3   | 11  | 4     | 4   | 1   | 7      | 2   | 32 Sitze |
| 2014 | 4   | 13  | 1     | –   | 1   | 8      | 1   | 28 Sitze |
| 2009 | 5   | 12  | 2     | –   | –   | 7      | 2   | 28 Sitze |
| 2004 | 6   | 17  | 2     | –   | 0   | 6      | 1   | 32 Sitze |

- Aktive = Aktive Bürger e. V.
- FWG = Freie Wähler Gruppe Rülzheim e. V.

### Bürgermeister
Der Bürgermeister wird in direkter Wahl für eine Amtszeit von acht Jahren gewählt.
Bei der Wahl am 25. Mai 2014 wurde Matthias Schardt (CDU) mit 58,9 Prozent Zustimmung gewählt. Er löste damit den seit 2006 amtierenden Reiner Hör ab, der auch Ortsbürgermeister von Rülzheim ist. Bei der Direktwahl am 27. März 2022 wurde Schardt mit einem Stimmenanteil von 89,5 Prozent für eine weitere Amtszeit als Bürgermeister bestätigt.

### Wappen
Die Wappenbeschreibung lautet: „In von Silber und Schwarz geviertem Schildbord von Blau und Gold mit Zinne geviert, oben rechts ein silbernes Gemarkungszeichen in Form eines gestürzten V, oben links ein schwarzes Hufeisen mit abwärts gekehrten Stollen, unten rechts ein schwarzer Angelhaken, unten links ein gepanzerter silberner Arm, eine silberne Kreuzspange haltend.“
Das Wappen wurde 1980 von der Bezirksregierung Neustadt genehmigt und enthält Figuren von den Wappen der vier Ortsgemeinden.